# NIPPON (椎名林檎單曲)
《NIPPON》（NIPPON）是日本音樂家椎名林檎的第十三張單曲，由EMI Records Japan於2014年6月4日發行。在跨業合作部分，A面歌曲「NIPPON」更成為日本放送協會2014年世界盃足球賽節目的主題曲。
在單曲銷售成績方面，本張單曲在日本Oricon銷售榜上最高位居單週第9名，名列2014年年度銷售榜第275位。歌曲「NIPPON」在日本告示牌所公布的告示牌百強單曲榜中，最高曾名列單週第2名、2014年年度銷售榜第47位。而在日本iTunes所公布的iTunes Store銷售榜中，最高曾名列單週第1名、2014年年度銷售榜第19位。在銷售認證上，歌曲「NIPPON」的數位下載突破10萬次，在2014年7月通過日本唱片協會認定為金唱片。

## 單曲概要
《NIPPON》是椎名林檎繼2013年6月發表合作單曲《殺手千鈞一髮》一年後、2013年7月發表單曲《色彩詠唱／孤獨的破曉》一年後，椎名林檎再度發行作品。同時也是日本放送協會2014年世界盃足球賽節目的主題曲。這首椎名林檎應日本放送協會邀請而編寫的歌曲，最早於2014年4月23日由日本放送協會方面發布椎名林檎將演唱2014年世界杯節目的主題曲。並於05月12日NHK綜合頻道撥放的實況轉播節目「2014年世界盃足球賽日本國家足球隊名單發表特別節目」中首次公開。
日本放送協會希望這首主題曲不但要在轉播日本隊比賽的時候能夠播放，在轉播其他隊比賽的時候也可以播放，更重要的是歌曲主軸必須包含日本國家足球隊、日本國家女子足球隊的精神和日本國家足球隊的制服顏色「藍色」等元素，讓椎名林檎原本想以樂團東京事變的代表作「群青日和」作為交給日本放送協會的作品。但之後她打消這個念頭，並以「群青日和」為藍圖譜出「NIPPON」。
椎名林檎的童年時期生長在因為足球運動的盛行而被稱為日本的巴西的靜岡縣清水町，而這首歌曲正是受到椎名林檎童年生活影響下所寫的歌曲。在專訪中也提到，本首歌主要想要傳達給聽者「面對即將到來的一決勝負之時，必須要展現拼命求勝的強烈意志」，甚至是「不管是世界盃足球賽或是在人生的旅途上，遇到不可以輸的比賽時，我們該如何克服，這是一個重要的課題」的意義。不過，椎名林檎也曾坦言因為她自認不是一個熱愛運動的音樂家，因此在創作其間受到很大的壓力，話雖如此，椎名林檎一個月的時間就完成本首歌曲的創作。
也因為日本放送協會2014年世界盃足球賽節目主題曲的緣故，椎名林檎二度參加NHK紅白歌合戰，表演主軸為「NIPPON -紅白無邊界篇-」，在這段演出中演唱《NIPPON》這首歌曲，並由樂團37564擔任演奏者。
在單曲發售時程上，新單曲發行的消息最早於2014年4月23日由日本放送協會方面發布椎名林檎將演唱2014年世界杯節目的主題曲。隔天，椎名林檎在官網發布新單曲發行的消息。05月27日則在影音網站Youtube上提供音樂視聽的服務。到了06月4日開始接受歌曲「NIPPON」的數位下載。06月10日則開始接受音樂錄影帶視聽的服務，隔天在日本發行單曲。日後，則收錄在椎名林檎於2014年11月5日發行的第五張原創專輯《日出處》中。
最後，在單曲銷售成績方面，本張單曲在發行當週以1.9萬張的銷售量在日本Oricon銷售榜上位居第9名，總計在Oriocn銷售榜上榜9週，累積銷售達2.5萬張，名列2014年年度銷售榜第275位。歌曲「NIPPON」在日本告示牌所公布的告示牌百強單曲榜中，最高曾名列單週第2名、2014年年度銷售榜第47位。而在日本iTunes所公布的iTunes Store銷售榜中，最高曾名列單週第1名、2014年年度銷售榜第19位。累積歌曲「NIPPON」的數位下載突破10萬次，並分別在2014年7月通過日本唱片協會認定為金唱片。

### 音樂錄影帶
歌曲「NIPPON」的音樂錄影帶導演是兒玉裕一，椎名林檎及演奏樂團37564皆於音樂錄影帶中一同演奏。兒玉導演將音樂錄影帶以黑白為基本色調，更為配合日本國球足球的制服顏色藍色，當椎名林檎舉起日本國旗時，飄揚的紙碎皆以指定顏色的拍攝技巧將其顯示為藍色。

### 跨業合作
- 「NIPPON」

（日本放送協會）節目‘2014年世界盃足球賽’的主題曲

## 批評及評價
『週刊朝日』在2014年7月4日發行的周刊上表示，雖然「日本國家隊加油的歌曲中出現日本國旗，並在隨風飄舞的國旗下歌唱著是理所當然的事情。」但是，「NIPPON」這首歌曲太過於強調血統正確，而歌詞也讓人想起第二次世界大戰的特別攻擊隊。關於這樣的觀點，音樂評論家石黑隆之表示基於「這首在日本限定發行的歌曲是有高度爭議的」及「在這樣的時間點播出這首歌，並不會讓人想起以前日本足球隊的歷史」，因此這首歌曲並不適合用來當作2014年世界盃節目的主題曲。而日本反種族主義的團體C.R.A.C.的記者清義明表示「足球是民族和文化融合的象徵」，這首歌曲想起了先前在浦和紅鑽發生的人種歧視事件。另一方面，音樂評論家宗像明將則支持椎名林檎這首歌曲並沒有特別的政治意涵，僅是「過於強調日本元素」。
面對這樣的批評椎名林檎在接受『SWITCH』雜誌專訪時，她虛心接受日本右派「將外國人的過去不幸的歷史寫入歌詞」的批評，但她只是想寫首鼓舞人心的歌曲。而面對歌詞「死」讓人想起日本特別攻擊隊這樣的事情，椎名林檎也表示「如果球員在足球比賽中決定勝負的瞬間退縮了，那比賽就結束了，因此必須抱著赴死的決心前進。」而在2014年6月14日參加FM東京廣播節目『JA全農 COUNTDOWN JAPAN』上，椎名林檎更進一步的表示這就像是在前線作戰的士兵懷抱著「如果在戰場前線逃走就陣亡了，因此必須要全力赴死突破」的精神，而士兵在這樣的壓力下並不會感到沮喪，反而是帶著成功愉悅的心情向前。

## 曲目
| 椎名林檎【NIPPON】 | 椎名林檎【NIPPON】 | 椎名林檎【NIPPON】 | 椎名林檎【NIPPON】 | 椎名林檎【NIPPON】 |
| 曲序               | 曲目               | 词曲               | 編曲               | 时长               |
| ------------------ | ------------------ | ------------------ | ------------------ | ------------------ |
| 1.                 | NIPPON             | 椎名林檎           | 椎名林檎, 齋藤毅   | 3:54               |
| 2.                 | 倒計時             | 椎名林檎           | 椎名林檎           | 3:17               |
| 总时长：           | 总时长：           | 总时长：           | 总时长：           | 7:12               |

### 曲目介紹
1. NIPPON
  - 收錄於《日出處》專輯中
2. 倒計時（日语：逆さに数えて）
  - 無收錄於專輯

## 演出人員及後製
| NIPPON | 倒計時 後製人員 |

## 銷售排行

### Oricon 銷售榜(日本)
《NIPPON》於06月11日發行單曲。發行首週，在日本公信榜Oricon的單曲榜2014年6月第2週付的榜單中以18,513張銷售量居單週第九名。同週冠軍是銷售量突破18萬大關的NEWS的「ONE -for the win-」，第二、三名分別是東方神起的「Sweat / Answer」、μ's的「Love wing bell/Dancing stars on me!」兩張單曲。總計《NIPPON》在日本公信榜Oricon的單曲榜上榜9週，累積銷售達2.5萬張。同時在2014年年銷售榜中，《NIPPON》以2.5萬張銷售量居全年第275名。
| 名稱                 | Oricon銷售榜 | 初登場 | 初登場 | 最高  | 最高   | 總銷售量 | 累積上榜次數 |
| 名稱                 | Oricon銷售榜 | 排 行  | 銷售量 | 排 行 | 銷售量 | 總銷售量 | 累積上榜次數 |
| -------------------- | ------------ | ------ | ------ | ----- | ------ | -------- | ------------ |
| 2014年6月11日 NIPPON | 週銷售排行榜 | #9     | 18,513 | #9    | 18,513 | 25,174   | 9週          |
| 2014年6月11日 NIPPON | 月銷售排行榜 | #24    | 21,608 | #24   | 21,608 | 25,174   | 9週          |
| 2014年6月11日 NIPPON | 年銷售排行榜 | #275   | 24,946 | #275  | 24,946 | 25,174   | 9週          |

### 其他銷售榜
| 排行榜名稱                          | 最高排名 |
| ----------------------------------- | -------- |
| (日本) Soundscan：CD Single Top 20  | #8       |
| (日本) J-WAVE：Tokio Hot 100 (年榜) | #80      |
| (日本) CDTV Top 100                 | #18      |
| (日本) 告示牌百強單曲榜             | #2       |
| (日本) 告示牌百強單曲年榜 (年榜)    | #47      |
| (日本) iTunes Store銷售榜           | #1       |
| (日本) iTunes Store銷售年榜 (年榜)  | #19      |

### 銷售認證
| 認證單位              | 銷量             |
| --------------------- | ---------------- |
| (日本) RIAJ：數位下載 | 金唱片 (100,000) |

## 發行歷史
| 國家 | 發行日期      | 發行形式       | 唱片公司          | 商品編號   |
| ---- | ------------- | -------------- | ----------------- | ---------- |
| 日本 | 2014年6月4日  | 數位下載 (1曲) | EMI Records Japan | -          |
| 日本 | 2014年6月11日 | CD             | EMI Records Japan | TYCT-30027 |

## 宣傳行程
| 類型 | 日期       | 名稱                                      |
| ---- | ---------- | ----------------------------------------- |
| 電視 | 2014/06/09 | 【NHK G】MUSIC JAPAN                      |
| 電視 | 2014/06/14 | 【TBS】COUNTDOWN TV                       |
| 電視 | 2014/06/20 | 【朝日電視台】MUSIC STATION               |
| 電視 | 2014/12/26 | 【朝日電視台】MUSIC STATION in Super Live |
| 電視 | 2014/12/31 | 【NHK】第65回NHK紅白歌唱大賽              |

## 脚注